# Casa a la rambla General Vives, 29 (Igualada)
La Casa a la rambla General Vives, 29 és un edifici al municipi d'Igualada (Anoia) inclosa en l'Inventari del Patrimoni Arquitectònic de Catalunya. Tribuna que ocupa dos pisos i que està coronada en el tercer per un balcó amb baranes de ferro. Formada per dues parts iguals, una en cada pis. Aquestes tenen en la seva base una decoració feta amb una banda de rajoles ceràmiques de tema floral. En el centre, les obertures, realitzades amb vidre transparent i elements metàl·lics formant tres finestrals emmarcats per les tiges de metall en forma d'arc apuntat. En la part superior la decoració està realitzada per un fris de vidre de color opac blau i elements de metall de formes geomètriques. És un notable exemple de tribuna modernista a la ciutat.